# Beija-flor-de-veráguas
Beija-flor-de-veráguas (Anthracothorax veraguensis) é uma espécie de beija-flor da família dos troquilídeos.
Apenas pode ser encontrada no Panamá e Costa Rica.